# Melissotarsus
Melissotarsus – rodzaj mrówek z podrodziny Myrmicinae. 
Opisany został w 1877 roku przez Carlo Emeryego. Dawniej umieszczany w Solenopsidini, a potem w Melissotarsini, które to plemię zostało na podstawie analiz filogenetycznych zsynonimizowane z Crematogastrini przez P.S. Warda i innych w 2015 roku.
Zaliczane tu mrówki zasiedlają krainę etiopską i madagaskarską oraz Arabię Saudyjską.

## Gatunki
Należy tu 5 opisanych gatunków (4 żyjące i jeden wymarły):
- Melissotarsus beccarii Emery, 1877
- Melissotarsus emeryi Forel, 1907
- Melissotarsus insularis Santschi, 1911
- Melissotarsus weissi Santschi, 1910
- †Melissotarsus ethiopiensis Coty, Lebon i Nel, 2016[5]